# 夏德昭
夏德昭（1918年1月15日—2021年5月20日），辽宁昌图人，中国眼科专家、医学教育家，中国医科大学眼科教授，中华医学会眼科学会常委，《中国实用眼科杂志》常委编委。
曾任沈阳市政协副主席，中国农工民主党中央委员会常务委员、辽宁省委员会主任委员，第六、七届全国人大代表。

## 生平
1941年毕业于原满洲医科大学专门部。1957年加入中国农工民主党。
2021年5月20日在沈阳逝世。